# Space Engineers
Space Engineers je sandboxová hra založená na voxelech. Tuto vesmírnou hru vyvinula a vydala česká společnost Keen Software House. Hra představuje prostředí otevřeného světa, kde hráči mohou vytvářet různé funkční struktury. Pre-release Alpha byla vydána 23. října 2013 na Steamu a obsahovala kreativní mód pro hru jednoho hráče a 24. února 2014 společnost Keen Software House oznámila, že se této hry za čtyři měsíce po vydání prodalo přes 250 000 kopií s tím, že se udržuje na předních místech nejprodávanějších her na Steamu. Hra Space Engineers byla zvolena jako 4. nejlepší Indie hra roku 2013 v "IndieDB Game of The Year" cenách. 24. března Keen Software House oznámil, že hra dosáhla svých dvou hlavních milníků: režim přežití a hru více hráčů. Hru aktuálně zlepšuje i její komunita na Steamu, kde ve Steam Workshopu je již přes 318 000 různých úprav textur nebo nových bloků či jen Blueprintů s loděmi, základnami nebo vozidly.
28. února 2019 byla hra vydána mimo Early Access (předběžný přístup). K tomuto datu bylo prodáno více než 3 miliony kopií.

## Hratelnost
Ve hře hráč ovládá jednoho vesmírného inženýra. Hráč si libovolně může přepnout pohled mezi první a třetí osobou. Podle vybraného herního módu a mapy může začít budovat jakoukoliv z těchto tří struktur: vesmírnou stanici, velkou loď nebo malou loď. Výběrem jakékoliv z těchto možností vytvoří před hráčem kostku, která je základem pro stavbu zbytku struktury. Některé strukturální bloky mohou být použity k těžbě, rafinování, léčení nebo komunikaci. Navíc jsou zde některé nástroje, které může hráč držet v ruce. Ve hře se nacházejí i planety Země, Měsíc, Mars , Pertam, Triton a Mimozemská planeta na kterých se dají těžit suroviny stavět základny a mimo jiné lze přestavět vaší malou loď i jako vozidlo.

### Kreativní mód
V kreativním módu si hráči mohou objevovat nelimitované zdroje, okamžitě stavět budovy z nástrojů a bloků a jsou nesmrtelní. Některé stavební nástroje jako symetrie, kopírovaní a vkládání lodí jsou dostupné pouze v tomto módu.
- Nástroj symetrie - Dovoluje uživateli konstruovat lodě a stanice ze stejných částí mířících každá po opačné ose nebo kolem osy s jediným umístěním materiálu.

### Mód přežití
V módu přežití musí hráči těžit, sbírat a zpracovávat suroviny, vyrábět, stavět různá zařízení a sledovat jejich statistiky přežití. Tyto suroviny mohou být rafinované a smontované do podoby nových lodí a stanic. Vývoj módu přežití této hry společnost zahájila na konci léta 2013.
Mód přežití přichází ve třech variantách:
- Survival (originál) – realistická kapacita inventáře a čas práce strojů
- Survival x3 – kapacita inventáře, účinnost montéru a rychlost je zvětšena 3x
- Survival x10 – stejné jako “x3” ale je zvětšeno 10x

### Multiplayer
V multiplayeru si hráč může vybrat zda chce s přáteli hrát společně kreativní mód nebo mód přežití (tzv. survival), případně jestli chce s ostatními spolupracovat nebo s nimi soupeřit. V současnosti je maximální počet hráčů v jedné hře 16, ale to se může časem změnit.

## Technologie
Tato hra je první hrou plně využívající engine VRAGE 2. VRAGE 2.0 je stále ve vývoji. Jeho hlavní předností je objemné prostředí. Objemné objekty jsou struktury složené z blokových modulů zajištěných v mřížce. Objemné objekty se chovají jako skutečné fyzické objekty s jejich hmotnosti, setrvačností a rychlostí. Jednotlivé moduly mají reálný objem a kapacitu a je možné je smontovat, demontovat, deformovat či zničit.

## Přijetí
Hra vyhrála cenu "4th best Indie Game of 2013" na webu IndieDB.
Podle nedávného[kdy?] průzkumu komunity bude další vývoj hry závislý na komunitě. Uživatelé mohou nahrát jejich výtvory a sdílet je s ostatními na Steam Workshopu. Hra je v současnosti jedna z nejprodávanějších her na Steam[zdroj?].